# Nederlands curlingteam (mannen)
Het Nederlandse curlingteam vertegenwoordigt Nederland in internationale curlingwedstrijden.

## Geschiedenis
Nederland nam voor het eerst deel aan een groot toernooi tijdens het Europees kampioenschap van 1977 in de Noorse hoofdstad Oslo. Italië was met 12-4 duidelijk een maatje te groot, en ook van de andere tegenstanders werd telkens verloren. Een jaar later kreeg Nederland van hetzelfde laken een broek. De volgende jaren presteerde Nederland beter, maar nog steeds wisselvallig. De zesde plaats in 1982 was wel een hoogtepunt in de Nederlandse curlinggeschiedenis. Het is nog steeds de beste Nederlandse prestatie op een internationaal toernooi.
Tot nu toe heeft Nederland zeven keer deelgenomen aan het wereldkampioenschap. De beste prestatie werd tot op heden bij het Nederlandse debuut in 1994 behaald, toen het land drie van diens negen wedstrijden winnend wist af te sluiten en op de zevende plek eindigde. Op de Olympische Winterspelen was Nederland tot op heden nog nooit present.

## Nederland op het wereldkampioenschap
| Jaar | Plaats        | Skip          | WG            | W             | V             | PV            | PT            |
| ---- | ------------- | ------------- | ------------- | ------------- | ------------- | ------------- | ------------- |
| 1959 | Geen deelname | Geen deelname | Geen deelname | Geen deelname | Geen deelname | Geen deelname | Geen deelname |
| 1960 | Geen deelname | Geen deelname | Geen deelname | Geen deelname | Geen deelname | Geen deelname | Geen deelname |
| 1961 | Geen deelname | Geen deelname | Geen deelname | Geen deelname | Geen deelname | Geen deelname | Geen deelname |
| 1962 | Geen deelname | Geen deelname | Geen deelname | Geen deelname | Geen deelname | Geen deelname | Geen deelname |
| 1963 | Geen deelname | Geen deelname | Geen deelname | Geen deelname | Geen deelname | Geen deelname | Geen deelname |
| 1964 | Geen deelname | Geen deelname | Geen deelname | Geen deelname | Geen deelname | Geen deelname | Geen deelname |
| 1965 | Geen deelname | Geen deelname | Geen deelname | Geen deelname | Geen deelname | Geen deelname | Geen deelname |
| 1966 | Geen deelname | Geen deelname | Geen deelname | Geen deelname | Geen deelname | Geen deelname | Geen deelname |
| 1967 | Geen deelname | Geen deelname | Geen deelname | Geen deelname | Geen deelname | Geen deelname | Geen deelname |
| 1968 | Geen deelname | Geen deelname | Geen deelname | Geen deelname | Geen deelname | Geen deelname | Geen deelname |
| 1969 | Geen deelname | Geen deelname | Geen deelname | Geen deelname | Geen deelname | Geen deelname | Geen deelname |
| 1970 | Geen deelname | Geen deelname | Geen deelname | Geen deelname | Geen deelname | Geen deelname | Geen deelname |
| 1971 | Geen deelname | Geen deelname | Geen deelname | Geen deelname | Geen deelname | Geen deelname | Geen deelname |
| 1972 | Geen deelname | Geen deelname | Geen deelname | Geen deelname | Geen deelname | Geen deelname | Geen deelname |
| 1973 | Geen deelname | Geen deelname | Geen deelname | Geen deelname | Geen deelname | Geen deelname | Geen deelname |
| 1974 | Geen deelname | Geen deelname | Geen deelname | Geen deelname | Geen deelname | Geen deelname | Geen deelname |
| 1975 | Geen deelname | Geen deelname | Geen deelname | Geen deelname | Geen deelname | Geen deelname | Geen deelname |
| 1976 | Geen deelname | Geen deelname | Geen deelname | Geen deelname | Geen deelname | Geen deelname | Geen deelname |
| 1977 | Geen deelname | Geen deelname | Geen deelname | Geen deelname | Geen deelname | Geen deelname | Geen deelname |
| 1978 | Geen deelname | Geen deelname | Geen deelname | Geen deelname | Geen deelname | Geen deelname | Geen deelname |
| 1979 | Geen deelname | Geen deelname | Geen deelname | Geen deelname | Geen deelname | Geen deelname | Geen deelname |
| 1980 | Geen deelname | Geen deelname | Geen deelname | Geen deelname | Geen deelname | Geen deelname | Geen deelname |
| 1981 | Geen deelname | Geen deelname | Geen deelname | Geen deelname | Geen deelname | Geen deelname | Geen deelname |
| 1982 | Geen deelname | Geen deelname | Geen deelname | Geen deelname | Geen deelname | Geen deelname | Geen deelname |
| 1983 | Geen deelname | Geen deelname | Geen deelname | Geen deelname | Geen deelname | Geen deelname | Geen deelname |
| 1984 | Geen deelname | Geen deelname | Geen deelname | Geen deelname | Geen deelname | Geen deelname | Geen deelname |
| 1985 | Geen deelname | Geen deelname | Geen deelname | Geen deelname | Geen deelname | Geen deelname | Geen deelname |
| 1986 | Geen deelname | Geen deelname | Geen deelname | Geen deelname | Geen deelname | Geen deelname | Geen deelname |
| 1987 | Geen deelname | Geen deelname | Geen deelname | Geen deelname | Geen deelname | Geen deelname | Geen deelname |
| 1988 | Geen deelname | Geen deelname | Geen deelname | Geen deelname | Geen deelname | Geen deelname | Geen deelname |
| 1989 | Geen deelname | Geen deelname | Geen deelname | Geen deelname | Geen deelname | Geen deelname | Geen deelname |
| 1990 | Geen deelname | Geen deelname | Geen deelname | Geen deelname | Geen deelname | Geen deelname | Geen deelname |
| 1991 | Geen deelname | Geen deelname | Geen deelname | Geen deelname | Geen deelname | Geen deelname | Geen deelname |

| Jaar | Plaats        | Skip           | WG            | W             | V             | PV            | PT            |
| ---- | ------------- | -------------- | ------------- | ------------- | ------------- | ------------- | ------------- |
| 1992 | Geen deelname | Geen deelname  | Geen deelname | Geen deelname | Geen deelname | Geen deelname | Geen deelname |
| 1993 | Geen deelname | Geen deelname  | Geen deelname | Geen deelname | Geen deelname | Geen deelname | Geen deelname |
| 1994 | 7             | Wim Neeleman   | 9             | 3             | 6             | 47            | 66            |
| 1995 | Geen deelname | Geen deelname  | Geen deelname | Geen deelname | Geen deelname | Geen deelname | Geen deelname |
| 1996 | Geen deelname | Geen deelname  | Geen deelname | Geen deelname | Geen deelname | Geen deelname | Geen deelname |
| 1997 | Geen deelname | Geen deelname  | Geen deelname | Geen deelname | Geen deelname | Geen deelname | Geen deelname |
| 1998 | Geen deelname | Geen deelname  | Geen deelname | Geen deelname | Geen deelname | Geen deelname | Geen deelname |
| 1999 | Geen deelname | Geen deelname  | Geen deelname | Geen deelname | Geen deelname | Geen deelname | Geen deelname |
| 2000 | Geen deelname | Geen deelname  | Geen deelname | Geen deelname | Geen deelname | Geen deelname | Geen deelname |
| 2001 | Geen deelname | Geen deelname  | Geen deelname | Geen deelname | Geen deelname | Geen deelname | Geen deelname |
| 2002 | Geen deelname | Geen deelname  | Geen deelname | Geen deelname | Geen deelname | Geen deelname | Geen deelname |
| 2003 | Geen deelname | Geen deelname  | Geen deelname | Geen deelname | Geen deelname | Geen deelname | Geen deelname |
| 2004 | Geen deelname | Geen deelname  | Geen deelname | Geen deelname | Geen deelname | Geen deelname | Geen deelname |
| 2005 | Geen deelname | Geen deelname  | Geen deelname | Geen deelname | Geen deelname | Geen deelname | Geen deelname |
| 2006 | Geen deelname | Geen deelname  | Geen deelname | Geen deelname | Geen deelname | Geen deelname | Geen deelname |
| 2007 | Geen deelname | Geen deelname  | Geen deelname | Geen deelname | Geen deelname | Geen deelname | Geen deelname |
| 2008 | Geen deelname | Geen deelname  | Geen deelname | Geen deelname | Geen deelname | Geen deelname | Geen deelname |
| 2009 | Geen deelname | Geen deelname  | Geen deelname | Geen deelname | Geen deelname | Geen deelname | Geen deelname |
| 2010 | Geen deelname | Geen deelname  | Geen deelname | Geen deelname | Geen deelname | Geen deelname | Geen deelname |
| 2011 | Geen deelname | Geen deelname  | Geen deelname | Geen deelname | Geen deelname | Geen deelname | Geen deelname |
| 2012 | Geen deelname | Geen deelname  | Geen deelname | Geen deelname | Geen deelname | Geen deelname | Geen deelname |
| 2013 | Geen deelname | Geen deelname  | Geen deelname | Geen deelname | Geen deelname | Geen deelname | Geen deelname |
| 2014 | Geen deelname | Geen deelname  | Geen deelname | Geen deelname | Geen deelname | Geen deelname | Geen deelname |
| 2015 | Geen deelname | Geen deelname  | Geen deelname | Geen deelname | Geen deelname | Geen deelname | Geen deelname |
| 2016 | Geen deelname | Geen deelname  | Geen deelname | Geen deelname | Geen deelname | Geen deelname | Geen deelname |
| 2017 | 11            | Jaap van Dorp  | 11            | 1             | 10            | 50            | 89            |
| 2018 | 10            | Jaap van Dorp  | 12            | 4             | 8             | 67            | 77            |
| 2019 | 10            | Jaap van Dorp  | 12            | 4             | 8             | 69            | 81            |
| 2021 | 12            | Jaap van Dorp  | 13            | 2             | 11            | 66            | 99            |
| 2022 | 12            | Wouter Gösgens | 12            | 3             | 9             | 65            | 98            |
| 2023 | Geen deelname | Geen deelname  | Geen deelname | Geen deelname | Geen deelname | Geen deelname | Geen deelname |
| 2024 | 8             | Wouter Gösgens | 12            | 5             | 7             | 66            | 78            |
| 2025 | Geen deelname | Geen deelname  | Geen deelname | Geen deelname | Geen deelname | Geen deelname | Geen deelname |

## Nederland op het Europees kampioenschap
| Jaar | Plaats        | Skip                  | WG            | W             | V             | PV            | PT            |
| ---- | ------------- | --------------------- | ------------- | ------------- | ------------- | ------------- | ------------- |
| 1975 | Geen deelname | Geen deelname         | Geen deelname | Geen deelname | Geen deelname | Geen deelname | Geen deelname |
| 1976 | Geen deelname | Geen deelname         | Geen deelname | Geen deelname | Geen deelname | Geen deelname | Geen deelname |
| 1977 | 10            | Eric Harmsen          | 9             | 0             | 9             | 33            | 108           |
| 1978 | 10            | Eric Harmsen          | 9             | 0             | 9             | 53            | 113           |
| 1979 | 11            | Eric Harmsen          | 10            | 2             | 8             | 52            | 106           |
| 1980 | 9             | Otto Veening          | 11            | 3             | 8             | 66            | 97            |
| 1981 | 13            | Otto Veening          | 7             | 1             | 6             | 31            | 66            |
| 1982 | 6             | Wim Neeleman          | 7             | 4             | 3             | 50            | 51            |
| 1983 | 7             | Wim Neeleman          | 7             | 4             | 3             | 40            | 32            |
| 1984 | 10            | Wim Neeleman          | 7             | 2             | 5             | 38            | 58            |
| 1985 | 8             | Wim Neeleman          | 6             | 2             | 4             | 26            | 32            |
| 1986 | 13            | Wim Neeleman          | 6             | 1             | 5             | 33            | 47            |
| 1987 | 8             | Wim Neeleman          | 9             | 3             | 6             | 40            | 51            |
| 1988 | 11            | Robert van der Cammen | 7             | 3             | 4             | 44            | 45            |
| 1989 | 14            | Otto Veening          | 6             | 1             | 5             | 22            | 41            |
| 1990 | 11            | Jerom van Dillegis    | 8             | 4             | 4             | 46            | 46            |
| 1991 | 12            | Wim Neeleman          | 5             | 3             | 2             | 52            | 26            |
| 1992 | 10            | Wim Neeleman          | 8             | 5             | 3             | 69            | 50            |
| 1993 | 8             | Wim Neeleman          | 9             | 7             | 2             | 77            | 44            |
| 1994 | 8             | Wim Neeleman          | 8             | 3             | 5             | 37            | 53            |
| 1995 | 13            | Wim Neeleman          | 5             | 0             | 5             | 20            | 36            |
| 1996 | 12            | Floris van Imhoff     | 7             | 4             | 3             | 45            | 35            |
| 1997 | 12            | Floris van Imhoff     | 6             | 1             | 5             | 26            | 47            |
| 1998 | 9             | Floris van Imhoff     | 7             | 3             | 4             | 40            | 35            |
| 1999 | 10            | Wim Neeleman          | 11            | 6             | 5             | 29            | 55            |

| Jaar | Plaats | Skip                 | WG | W  | V | PV  | PT |
| ---- | ------ | -------------------- | -- | -- | - | --- | -- |
| 2000 | 9      | Christian Dupont-Roc | 11 | 2  | 9 | 48  | 78 |
| 2001 | 16     | Rob Vilain           | 7  | 3  | 4 | 56  | 47 |
| 2002 | 12     | Reg Wiebe            | 13 | 8  | 5 | 124 | 73 |
| 2003 | 13     | Floris van Imhoff    | 7  | 6  | 1 | 55  | 37 |
| 2004 | 15     | Erik van der Zwan    | 7  | 5  | 2 | 65  | 43 |
| 2005 | 19     | Reg Wiebe            | 8  | 4  | 4 | 54  | 41 |
| 2006 | 17     | Steve van der Cammen | 10 | 7  | 3 | 97  | 36 |
| 2007 | 17     | Reg Wiebe            | 6  | 4  | 2 | 33  | 33 |
| 2008 | 14     | Rob Vilain           | 9  | 7  | 2 | 72  | 38 |
| 2009 | 11     | Mark Neeleman        | 15 | 11 | 4 | 115 | 71 |
| 2010 | 10     | Rob Vilain           | 9  | 1  | 8 | 27  | 60 |
| 2011 | 23     | Jaap van Dorp        | 7  | 2  | 5 | 39  | 42 |
| 2012 | 13     | Jaap van Dorp        | 10 | 8  | 2 | 78  | 46 |
| 2013 | 14     | Jaap van Dorp        | 10 | 6  | 4 | 71  | 54 |
| 2014 | 12     | Jaap van Dorp        | 9  | 7  | 2 | 92  | 50 |
| 2015 | 10     | Jaap van Dorp        | 9  | 2  | 7 | 44  | 64 |
| 2016 | 11     | Jaap van Dorp        | 12 | 10 | 2 | 90  | 46 |
| 2017 | 7      | Jaap van Dorp        | 9  | 4  | 5 | 52  | 44 |
| 2018 | 8      | Jaap van Dorp        | 9  | 2  | 7 | 53  | 60 |
| 2019 | 8      | Jaap van Dorp        | 9  | 3  | 6 | 51  | 61 |
| 2021 | 9      | Jaap van Dorp        | 9  | 1  | 8 | 38  | 67 |
| 2022 | 11     | Wouter Gösgens       | 9  | 8  | 1 | 87  | 32 |
| 2023 | 7      | Wouter Gösgens       | 9  | 3  | 6 | 52  | 69 |
| 2024 | 9      | Wouter Gösgens       | 9  | 2  | 7 | 58  | 75 |

Andorra · Australië · België · Bosnië en Herzegovina · Brazilië · Bulgarije · Canada · China · Chinees Taipei · Denemarken · Duitsland · Engeland · Estland · Filipijnen · Finland · Frankrijk · Georgië · Griekenland · Groot-Brittannië · Guyana · Hongarije · Hongkong · Ierland · IJsland · India · Israël · Italië · Jamaica · Japan · Kazachstan · Kenia · Kirgizië · Kroatië · Letland · Liechtenstein · Litouwen · Luxemburg · Mexico · Nederland · Nieuw-Zeeland · Nigeria · Noorwegen · Oekraïne · Oostenrijk · Polen · Portugal · Puerto Rico · Qatar · Roemenië · Rusland · Saoedi-Arabië · Schotland · Servië · Slovenië · Slowakije · Spanje · Thailand · Tsjechië · Tsjecho-Slowakije · Turkije · Verenigde Staten · Wales · Wit-Rusland · Zuid-Korea · Zweden · Zwitserland